# نجاح جيد (مسلسل)
نجاح جيد (بالبرتغالية: Bom Sucesso‏) هو مسلسل تلفزيوني برازيلي يعرض على قناة غلوبو.

## قصة المسلسل
في بونسيسو إحدى ضواحي ريو دي جانيرو تعيش بالوما وهي خياطة بسيطة تربي أطفالها الثلاثة وحدهم أليس وغابرييلا وبيتر وتعتز بحبها الكبير . ينقلب عالمها رأسًا على عقب عندما تستلم أمتحانآ بالخطا يشهد بأنة بقي على عمرها 6 أشهر فقط . مما يجعلها تفعل كل شئ لم تستطع أن تتجرأ عليه بما في ذلك الذهاب إلى الفراش مع شخص غريب . ماركوس الذي يقع قريبا في الحب معها.

## روابط خارجية
- نجاح جيد على موقع IMDb (الإنجليزية)
- نجاح جيد على موقع كينوبويسك (الروسية)
- نجاح جيد على موقع قاعدة بيانات الفيلم (الإنجليزية)